# Estadio La Portada
Het Estadio La Portada is een voetbalstadion in La Serena, dat plaats biedt aan 14.414 toeschouwers. De bespeler van het stadion is Deportes La Serena. Het stadion werd geopend in 1952. In 2015 werd het stadion uitgekozen als een van de negen stadions op de Copa América.

## Interlands
| № | Datum            | Wedstrijd             | Uitslag | Competitie        | Toeschouwers |
| - | ---------------- | --------------------- | ------- | ----------------- | ------------ |
| 1 | 22 december 2011 | Chili – Paraguay      | 3 – 2   | Vriendschappelijk | 12.000       |
| 2 | 20 januari 2013  | Chili – Senegal       | 2 – 1   | Vriendschappelijk | 10.000       |
| 3 | 14 juni 2015     | Argentinië – Paraguay | 2 – 2   | Copa América 2015 | 16.281       |
| 4 | 17 juni 2015     | Argentinië – Uruguay  | 1 – 0   | Copa América 2015 |              |
| 5 | 20 juni 2015     | Uruguay – Paraguay    | 1 – 1   | Copa América 2015 |              |

Estadio Regional de Antofagasta (Antofagasta) · Estadio La Portada (La Serena) · Estadio Sausalito (Viña del Mar) · Estadio Elías Figueroa Brander (Valparaíso) · Estadio Nacional (Santiago) · Estadio Monumental David Arellano (Santiago) · Estadio El Teniente (Rancagua) · Estadio Municipal de Concepción (Concepción) · Estadio Municipal Germán Becker (Temuco)